# Eduardo Basualdo
Eduardo Marcelo Basualdo (1945-19 de octubre de 2024) fue un economista e historiador argentino autor de numerosos libros.

## Biografía
Doctor en Historia por la Facultad de Filosofía y Letras de la Universidad de Buenos Aires, Licenciado en Economía egresado de la Universidad Católica, investigador científico del CONICET e Investigador Principal y Coordinador del Área de Economía y Tecnología de la Facultad Latinoamericana de Ciencias Sociales (FLACSO), en donde dirige los Programas de investigación sobre la Propiedad y la producción agropecuaria pampeana, y sobre Deuda externa y fuga de capitales al exterior.
Fue profesor de postgrado y miembro del comité editorial de la Revista Realidad Económica y de la Comisión Directiva del CELS Centro de Estudios Legales y Sociales. Consultor externo de la OIT y CEPAL.
Tuvo un papel activo en la fundación del Instituto de Estudios y Formación de la Central de Trabajadores de la Argentina (CTA), donde promovió el análisis crítico de las políticas económicas. Dirigió el Programa de Investigación sobre la Propiedad Rural y la Producción Agropecuaria en la Provincia de Buenos Aires y fue un miembro activo del Instituto de Estudios sobre Estado y Participación (IDEP) de la Asociación de Trabajadores del Estado.
Uno de sus aportes más notables fue su trabajo sobre la concentración económica en Argentina, un tema que abordó en múltiples publicaciones y libros. A través de sus estudios, Basualdo advirtió sobre el impacto de la estructura productiva concentrada y extranjerizada, así como de la “financiarización” de la economía, en la generación de desigualdades. Su análisis ofreció una perspectiva integral de las transformaciones del modelo económico argentino desde la última dictadura militar, enfatizando el rol de las grandes corporaciones y el capital extranjero.

"Basualdo fue tan importante para el pensamiento económico nacional como un auténtico militante político de las causas populares. Ni lo primero es más relevante que lo segundo, ni al revés. Pero lo que lo distinguió fue que “revolucionó” la forma de pensar la economía argentina"
Pablo Manzanelli

Fue un crítico de las políticas neoliberales implementadas en el país, en especial durante las décadas de 1990 y 2000. Desde su mirada, estas políticas contribuyeron al aumento de la pobreza y la desigualdad, y favorecieron la consolidación de un modelo de desarrollo dependiente y excluyente. Su obra se convirtió en un referente para economistas, sociólogos y activistas que buscan comprender las dinámicas del capitalismo en Argentina y América Latina.

"Basualdo es el intelectual orgánico que mayores aportes hizo en el último medio siglo para entender los desafíos que enfrenta el pueblo argentino"
Horacio Verbitsky

Basualdo falleció el 19 de octubre de 2024, sepultado en el Cementerio Británico de Buenos Aires.

## Obras publicadas
- Fundamentos de economía política (1ª edición). Siglo XXI Editores Argentina. 2019. ISBN 978-987-629-906-0.
- Endeudar y fugar (1ª edición). Siglo XXI Editores Argentina. 2017. ISBN 978-987-629-760-8.
- La política económica de la dictadura militar (1ª edición). Siglo XXI Editores Argentina. 2016. ISBN 978-987-629-649-6.
- Las producciones primarias en la Argentina reciente (1ª edición). Atuel. 2013. ISBN 978-987-1155-86-6. En coautoría.
- Elite empresaria y régimen económico en la Argentina (1ª edición). Flacso Argentina. 2012. ISBN 978-950-9379-21-3. En coautoría.
- Sistema político y modelo de acumulación (1ª edición). Atuel. 2011. ISBN 978-987-1155-78-1.
- La economía argentina de la postconvertibilidad en tiempos de crisis mundial (1ª edición). Atuel. 2010. ISBN 978-987-1155-68-2.
- Estudios de historia económica argentina (2ª edición). Siglo XXI Editores Argentina. 2009. ISBN 978-987-629-118-7.
- La crisis mundial y el conflicto del agro (1ª edición). La Página. 2009. ISBN 978-987-503-491-4. En coautoría.
- Características estructurales y alianzas sociales en el conflicto por las retenciones móviles (1ª edición). Fundación Centro de Estudios de Formación Sindical. 2009. ISBN 978-987-23894-1-3. En coautoría.
- La batalla por la renta (1ª edición). Las Cuarenta. 2009. ISBN 978-987-1501-07-6. En coautoría con	María Pía López, Horacio González, León Rozitchner, Eduardo Grüner, Ricardo Forster, Alejandro Horowicz, Eduardo Rinesi y Ricardo Aronskind.
- Ensayos de historia económica argentina (1ª edición). Siglo XXI Editores Argentina. 2006. ISBN 978-987-1220-39-7.
- Los primeros gobiernos peronistas y la consolidación del país industrial (1ª edición). La Página. 2004. ISBN 978-987-503-086-2.
- El nuevo poder económico en la Argentina de los años 80 (1ª edición). Siglo XXI Editores Argentina. 2004. ISBN 9789871105748. OCLC 1051441095. En coautoría con Daniel Azpiazu y Miguel Khavisse.
- El proceso de privatización en Argentina (1ª edición). La Página. 2002. ISBN 978-987-503-308-5. En coautoría con Daniel Azpiazu.
- Concentración y centralización del capital en la Argentina durante la década del noventa - una aproximación a través de la reestructuración económica y el comportamiento de los grupos económicos y los capitales extranjeros (1ª edición). Universidad Nacional de Quilmes Ediciones. 2002. ISBN 9789879173473. OCLC 53472193.
- Sistema político y modelo de acumulación en la Argentina - Notas sobre el transformismo argentino durante la valorización financiera, 1946-2001 (1ª edición). Universidad Nacional de Quilmes Ediciones. 2001. OCLC 647087264. Prólogo de Horacio Verbitsky; comentarios de Claudio Lozano, José Nun y Guillermo O'Donnell.
- Acerca de la naturaleza de la deuda externa y la definición de una estrategia política (1ª edición). Universidad Nacional de Quilmes Ediciones. 1999. ISBN 9789875032545. OCLC 48264467.
- Los grupos de sociedades en el sector agropecuario pampeano (1ª edición). Flacso Argentina. 1997. ISBN 978-950-9379-01-5.
- El nuevo poder terrateniente: investigación sobre los nuevos y viejos propietarios de tierras de la provincia de Buenos Aires (1ª edición). Planeta. 1993. ISBN 9789507423055. OCLC 29671286. En coautoría con Miguel Khavisse.
- Cara y contracara de los grupos económicos: estado y promoción industrial en la Argentina (2ª edición). Cantaro. 1990. ISBN 9789509909144. OCLC 912765544. En coautoría con Daniel Azpiazu.
- Deuda Externa y poder económico en la Argentina (1ª edición). Editorial Nueva America. 1987. OCLC 949355290.